# ジョルジョ・ジェンティーリ
ジョルジョ・ジェンティーリ（Giorgio Gentili、1669年頃、ヴェネツィア － 1737年、ヴェネツィア）はイタリア、ヴェネツィア共和国のヴァイオリニスト、作曲家。
ジョルジョ・ジェンティーリは1689年7月10日に年俸20ドゥカーツでサン・マルコ大聖堂の楽団のヴァイオリニストになり、1693年4月19日には首席ヴァイオリニストになり年俸も40ドゥカーツに昇給した。ジェンティーリの出生時の記録は存在しないが、音楽家組合の会費納入記録から1669年ごろの生まれと推定されている。1701年7月17にメンディカンディ慈善院の音楽教師となり、1717年までその地位にあった。ジェンティーリは1701年に、ヴェネツィアの出版社ジュゼッペ・サーラから作品1の『トリオ・ソナタ集』を出版し（現存するのはエティエンヌ・ロジェによる再版のみ）、1708年まで5つの曲集を出版した。曲集はいずれも高い地位のある貴顕へと献呈されており、また1710年の音楽家組合への会費（前年の収入に応じて額が決定される）は10ヴェネツィアリラとこの年最も高い額を収めていたことから、ジェンティーリの音楽家としての評価が高く、収入も多かったと考えられる。またジェンティーリはサン・マルコのヴァイオリニストジョヴァンニ・バッティスタ・ヴィヴァルディの同僚であり、その息子アントニオ・ヴィヴァルディの音楽の師の一人と考えられている。

## 作品
- 12 Sonate a tre, op. 1 (1701、ジュゼッペ・サーラ）献呈先不明
- 12 Concerti da camera a tre, op. 2 (1703)
- 12 Capricci da camera a violino e violoncello o cimbalo, op. 3 (1706)
- 12 Sonate a tre, op. 4 (1707)
- 12 Concerti a quattro e cinque, op. 5 (1708)
- 12 Concerti a quattro, op. 6 (1716)